# Jan Grossman
Jan Grossman (né le 22 mai 1925 à Prague ; mort dans la même ville le 10 février 1993) était un dramaturge, metteur en scène et critique tchécoslovaque.

## Biographie
Jan Grossman a notamment mis en scène les premières pièces de Václav Havel. Miloslav Klíma se souvient :
« Je ne veux pas dire par là qu’il y a dans le texte de Havel des phrases de Grossman. Je veux dire que Grossman exerçait une influence quotidienne sur ce qu’écrivaient les auteurs. C’est pourquoi de nombreux auteurs lui donnaient leurs textes à lire. On savait que Grossman tâcherait de trouver, comme il disait, l’énergie qui avait obligé l’auteur à écrire son texte »
Jan Grossman fut metteur en scène et directeur artistique au Théâtre sur la Balustrade (de 1962 à 1968, puis de 1989 à 1993). Pendant la Normalisation, il travailla dans des théâtres de province, ceux de Cheb et Hradec Králové.
Jan Grossman fut marié à Marie Málková (en).